# Dossie Easton
Dorothy Easton, detta Dossie (Andover, 26 febbraio 1944), è una scrittrice e psicoterapeuta statunitense nota soprattutto per aver scritto con Janet Hardy la guida al poliamore The Ethical Slut (tradotto in italiano nel 2014 come La zoccola etica).